# Schultzites
Schultzites is een monotypisch geslacht van straalvinnige vissen uit de familie van de karperzalmen (Characidae).

## Soort
- Schultzites axelrodi Géry, 1964